# NS-dienstregeling 2008
In navolging op de wijzigingen van de NS-dienstregeling 2007 hebben de Nederlandse Spoorwegen de plannen reeds bekendgemaakt voor de wijzigingen op de NS-dienstregeling 2008. Dit is de volgende stap naar de verbeterde dienstregeling van 2009. De nieuwe dienstregeling ging in op 9 december 2007 en is geldig tot en met 13 december 2008. Het is de bedoeling dat de reiziger per saldo betere reismogelijkheden krijgt.
Grotere veranderingen voor de dienstregeling 2008 hadden mogelijk gemaakt moeten worden door het gereedkomen van nieuwe railinfrastructuur, zoals nieuwe perrons op Sloterdijk Hemboog en de ingebruikname van twee nieuwe spoorlijnen, de HSL-Zuid en de Betuweroute. Alleen het derde perron op station Hilversum is eind 2007 beschikbaar; Sloterdijk Hemboog en de HSL-Zuid laten nog even op zich wachten, en de ingebruikname van de Betuweroute gaat stapsgewijs.

## Nieuwe stations
Er worden in de dienstregeling van 2008 drie nieuwe stations bediend: Eygelshoven Markt, Heerlen de Kissel en Purmerend Weidevenne.

## Wijzigingen ten opzichte van dienstregeling 2007

### West-Friesland
Er zijn vergaande plannen om de bediening van West-Friesland te verbeteren, maar vertraging bij de aanleg van de halte Sloterdijk Hemboog heeft tot uitstel van deze plannen geleid. Wel wordt het nieuwe station Purmerend Weidevenne 3 maal per uur bediend, 2 maal door de stoptrein Enkhuizen – Amsterdam en 1 maal door de stoptrein Hoorn – Hoofddorp.
De volgende verbeteringen zijn dus op de langere baan geschoven, en worden ingevoerd in de dienstregeling van 2009:
- Twee keer per uur (tijdens de spits vier keer per uur) een Intercity tussen Enkhuizen, Hoorn en Amsterdam Centraal, die tussen Enkhuizen en Hoorn overal stopt, om vervolgens rechtstreeks naar Amsterdam te rijden.
- De Sprinters tussen Hoorn Kersenboogerd, Schiphol en Hoofddorp zouden twee keer per uur gaan rijden, met een nieuwe halte aan het nieuwe perron op Sloterdijk Hemboog.

### Utrecht Centraal – Schiphol
Tijdens de ochtendspits rijden twee extra Intercitytreinen vanuit Utrecht Centraal naar Schiphol, via Amsterdam Bijlmer ArenA en Amsterdam Zuid. Deze treinen vertrekken om 07.28u. en 07.58u. uit Utrecht. 's Middags rijdt er om 17.29u. een extra trein van Schiphol naar Utrecht. Deze treinen rijden, vanwege de drukte, met dubbeldeksmaterieel.

### Gooilijn
- Station Hilversum aan de Gooilijn is opnieuw een Intercitystation. De Intercitytreinen van Groningen / Leeuwarden / Enschede / Berlijn in de richting van Duivendrecht, Amsterdam Zuid en Schiphol stoppen op dit station, evenals de Intercity vanuit Deventer via Amersfoort naar Amsterdam Centraal. Overstappen tussen deze twee verbindingen is hierdoor gemakkelijker geworden doordat dit in Hilversum cross-platform kan gebeuren. Ook de Intercity Almere – Utrecht geeft een goede aansluiting op deze treinen, waardoor de reisduur tussen Almere en Amersfoort een kwartier korter is geworden.
- De bestaande sneltrein tussen Amersfoort en Amsterdam Centraal is een stoptrein geworden. Hierdoor stoppen er op de stations Hilversum Noord, Bussum Zuid, Diemen en Amsterdam Muiderpoort voortaan vier treinen per uur. Reizigers vanuit Baarn zijn langer onderweg naar Amsterdam. Reizigers vanuit Naarden-Bussum en Weesp hebben hierdoor een langere reistijd richting Amersfoort.

### Zeeland
In Zeeland blijft de dienstregeling van 2007 vooralsnog gehandhaafd, aangezien de Beneluxtrein in 2008 blijft rijden. Wel schuiven de tijden van zowel de Beneluxtrein als de intercity's en stoptreinen naar Zeeland een half uur op. Daarmee ontstaat wel een latere verbinding Vlissingen – Rotterdam Centraal, namelijk met vertrek om 23.13 in plaats van 22.48 (met overstap te Roosendaal). De stoptrein van 22.48 uit Vlissingen vervalt. Op zondag vertrekt er wel een intercity om 22.53.
Per december 2007 zouden alle 9 Zeeuwse stations bediend worden met de Intercity Vlissingen – Amsterdam Centraal. Omdat de Intercity dan 2 maal per uur rijdt, zou de bestaande stoptrein komen te vervallen.

### HSL-Zuid
Op 16 mei 2007 is bekend geworden dat het tracé van de Hogesnelheidslijn Zuid voorlopig alleen tussen Amsterdam en Rotterdam bereden kan worden. Dat kan dan met een snelheid van maximaal 160 km/h. Daarom zal de Beneluxtrein ook in 2008 blijven rijden. Het baanvak tussen Rotterdam en Breda / Antwerpen zal worden gebruikt om het nieuwe beveiligingssysteem te testen.
Met de nieuwe dienstregeling is de HSL-Zuid niet als HSL in gebruik genomen. Oorspronkelijk bestond het plan om, in 2008, per uur één trein te laten rijden tussen Amsterdam Centraal en Breda. Daarnaast zou één keer per uur een trein van Amsterdam naar Brussel rijden ter vervanging van de huidige Beneluxtrein. Die tweede trein stopt niet in Breda. Wanneer de treinen met een snelheid van maximaal 160 km/h rijden bedraagt de tijdwinst tussen Amsterdam en Brussel ongeveer 40 minuten. Medio 2008 bestaat de verwachting dat de eerste treinen over de HSL-Zuid, tussen Amsterdam en Rotterdam, per oktober 2008 kunnen rijden.

### Noord-Brabant
De provincie Noord-Brabant is aangesloten op het NS Nachtnet. Op de nachten volgend op donderdag, vrijdag en zaterdag is de bestaande Nachtnet-lijn aan beide kanten wordt verlengd: vanuit Utrecht naar 's-Hertogenbosch en Eindhoven, en vanuit Rotterdam naar Breda, Tilburg en Eindhoven. Bovendien is er een nachttrein tussen Tilburg en 's-Hertogenbosch v.v. Men is wel afhankelijk van de beschikbaarheid van de spoorlijnen. Goederentreinen en onderhoudswerkzaamheden eisen ook ruimte op het spoor.

### Leiden – Utrecht
NS gaat ervan uit dat er genoeg goederentreinen die nu nog vanuit Rotterdam via Utrecht Centraal naar Arnhem rijden, verhuizen naar de Betuweroute. Hierdoor wordt het mogelijk om met de Intercity tussen Leiden en Utrecht enkele minuten tijdwinst te boeken.

### Leeuwarden – Wolvega – Zwolle
Er rijdt een extra stoptrein tijdens de spits tussen Leeuwarden en Wolvega. Deze stoptrein wordt gefinancierd door de provincie Friesland.
- Leeuwarden, vertrek 7.27, 15.27, 16.27, 17.27 en 18.27
- Wolvega, vertrek 8.03, 16.03, 17.03, 18.03 en 19.03

De spitsstoptrein Leeuwarden – Zwolle (vertrek 17.15) is komen te vervallen.

### Uitgeest – Amsterdam Centraal – Amersfoort Vathorst
De trein rijdt op werkdagen als stoptrein Uitgeest – Zaandam – Amsterdam Centraal – Hilversum – Amersfoort Vathorst. Met de komst van deze verbinding hebben de stations op de Zaanlijn een rechtstreekse verbinding met Diemen, Weesp, 't Gooi en Amersfoort en vice versa. De trein stopt op alle tussengelegen stations. 's Avonds en in het weekend rijdt deze alleen tussen Amsterdam Centraal en Amersfoort.

### Den Haag Laan van NOI
In Den Haag stoppen met ingang van december 2007 de sneltreinen van Breda naar Amsterdam tweemaal per uur op station Laan van NOI, voor een betere aansluiting op de stoptreinen en op RandstadRail.

## Tussentijdse wijzigingen
Per 25 augustus 2008 worden enkele wijzigingen doorgevoerd. De belangrijkste wijzigingen zijn:
- De stoptrein Den Haag – Haarlem rijdt in de ochtendspits door naar Amsterdam Centraal, om meer capaciteit te bieden tussen Haarlem en Amsterdam.
- De stoptrein Utrecht – Tiel gaat ook in Utrecht Lunetten stoppen, zodat dit station voortaan vier keer per uur bediend wordt.
- De verbouwing aan station Arnhem betekent een knip voor de stoptrein Zutphen – Ede Wageningen. Er ontstaan twee losse verbindingen: Zutphen – Arnhem en Arnhem – Ede-Wageningen.
- Wegens de werkzaamheden voor de bouw van het nieuwe station Amsterdam Sloterdijk Hemboog rijdt de stoptrein Hoorn Kersenboogerd – Hoofddorp 's avonds en in weekeinden niet verder dan Amsterdam Sloterdijk. Reizigers met bestemming Hoofddorp maken gebruik van de sneltrein Amsterdam – Den Haag v.v. Deze stopt gedurende de avonduren en weekeinden in Hoofddorp.